# Chiesa del Gesù (Milano)
La chiesa del Gesù, nome comunemente usato per la chiesa di Santa Maria del Gesù, era una chiesa di Milano. Situata in via Gesù, fu demolita nel 1782.

## Storia
La chiesa fu fondata assieme all'annesso convento nel 1559 per volere di un gruppo di monache francescane, provenienti da un vicino monastero in via Andegari ormai non più adatto ad accogliere le monache in numero sempre più elevato: tale monastero fu costruito nell'attuale via Gesù su un terreno allora coperto da orti acquistato da tale Giovanni Cubizzolo. La chiesa assieme al complesso monastico fu demolita nel 1782 in virtù delle soppressioni giuseppine.

## Architettura
La chiesa presentava un'architettura piuttosto sobria: ad unica navata era scandita da archi con impressi vari anagrammi del nome di Gesù. La chiesa aveva tre altari, il maggiore di legno intagliato, mentre gli altri due così vengono descritti dal Latuada: